# Express Train on a Railway Cutting
Express Train on a Railway Cutting è un cortometraggio muto del 1898 diretto da Cecil M. Hepworth che appare anche come operatore del film.

## Produzione
Il film fu prodotto dalla Hepworth. Viene segnalato come il primo cortometraggio prodotto dalla neonata casa di produzione fondata quell'anno da Cecil M. Hepworth.

## Distribuzione
Il documentario presumibilmente uscì nelle sale cinematografiche britanniche nel 1898.
Non si hanno altre notizie del film che si ritiene perduto, forse distrutto nel 1924 quando il produttore Cecil M. Hepworth, ormai fallito, cercò di recuperare l'argento del nitrato fondendo le pellicole.